# Bactrocera cilifera
Bactrocera cilifera är en tvåvingeart som först beskrevs av Friedrich Georg Hendel 1912.  Bactrocera cilifera ingår i släktet Bactrocera och familjen borrflugor. Inga underarter finns listade.